# Bezirksamt Mannheim

Lage der Bezirksämter in Baden im Jahr 1890

Das Bezirksamt Mannheim war eine von 1864 bis 1939 bestehende Verwaltungseinheit in Norden des Landes Baden mit Sitz in Mannheim. Nach mehreren Verwaltungsreformen lag sein Gebiet teilweise im Stadtkreis Mannheim, der Rest im ebenfalls baden-württembergischen Rhein-Neckar-Kreis.

## Geschichte

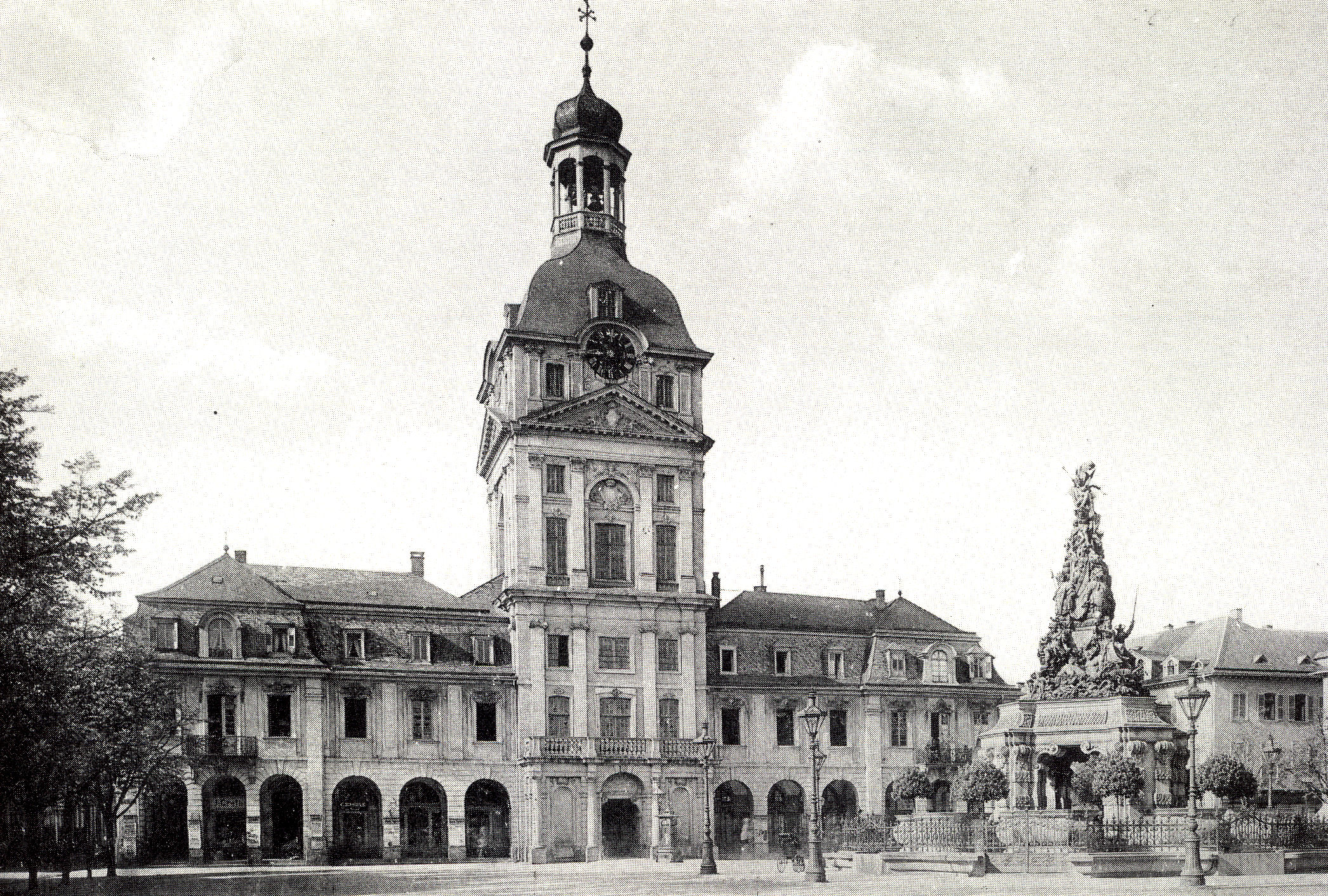
Das Alte Kaufhaus am Paradeplatz

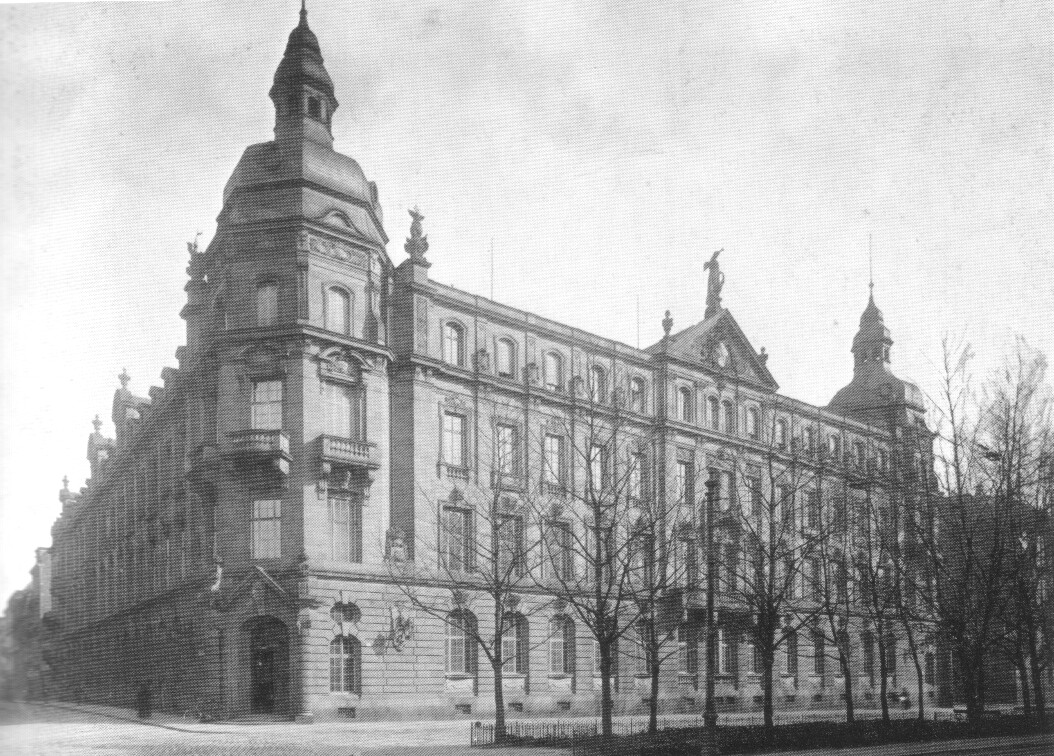
Das neue Verwaltungsgebäude

Mit dem Übergang weiter Teile der rechtsrheinischen Kurpfalz an Baden infolge des Reichsdeputationshauptschlusses erhielt die frühere Hauptstadt Mannheim verwaltungstechnisch ein eigenes Stadtamt. Die Ortschaften nördlich und östlich der Stadt kamen zum Amt Ladenburg, die im Süden zum Amt Schwetzingen. Im Zuge einer Verwaltungsreform wurde Ladenburg 1864 aufgehoben, die Gemeinden kamen, mit Ausnahme Heddesheims, gemeinsam mit dem Stadtgebiet Mannheims zum neu gegründeten Bezirksamt Mannheim. Übergeordnete Behörde wurde der Landeskommissärbezirk Mannheim, außerdem gehörten die Gemeinden dem neu gegründeten Kreisverband Mannheim an. Die Verwaltung des Bezirksamtes hatte ihren Sitz zunächst im Quadrat N 1, im Alten Kaufhaus am Paradeplatz. 1903 bezog sie einen auf dem Gelände des früheren Dragonerstalls in L 6 errichteten Neubau. Zunächst gemeinsam mit dem Bezirksamt genutzt, hat heute das Polizeipräsidium Mannheim dort alleine seinen Sitz.
1924 kam der Amtsbezirk Schwetzingen zu Mannheim. Aufgrund des Gesetzes über die Neueinteilung der inneren Verwaltung wurde auch das Bezirksamt Weinheim am 1. Oktober 1936 aufgelöst, sein Gebiet dem Bezirksamt Mannheim zugeteilt. Durch diese Erweiterungen erstreckte sich der Amtsbezirk, dessen Gebiet davor hauptsächlich in der Oberrheinischen Tiefebene zwischen Rhein, Neckar und dem Käfertaler Wald gelegen und nur in einem schmalen Streifen im Osten zur Bergstraße gereicht hatte, im Nordosten bis zur Weschnitz und in den Vorderen Odenwald hinein, im Süden über Hockenheimer Hardt und Kraichniederung bis an den Rand der Lußhardt.
Mit Inkrafttreten der Landkreisordnung vom 24. Juni 1939 schied Mannheim als Stadtkreis aus, der Rest bildete den Landkreis Mannheim.

## Gemeinden und Einwohner

### 1864
Im Jahr seiner Gründung 1864 lebten im Amtsbezirk 47.539 Menschen. Sie verteilten sich auf 9 Gemeinden und drei teilselbstständige Colonien:
- Feudenheim: 2.731
- Ilvesheim: 1.461
- Käfertal: 2.859
- Ladenburg: 3.028
- Mannheim: 30.555
- Neckarhausen: 1.130
- Sandhofen: 1.735
- Schriesheim: 2.809
- Wallstadt: 899

Die drei Colonien:
- Kirschgartshausen: 53
- Sandtorf: 32
- Scharhof: 247

### 1913
Zum Amtsbezirk kamen von Schwetzingen 1899 Neckarau (gleich zur Stadt Mannheim) und Seckenheim hinzu. 1895 begannen Eingemeindungen nach Mannheim, zunächst die Friesenheimer Insel, ein Teil von Sandhofen, dann 1897 Käfertal, 1910 Feudenheim und Anfang 1913 das zu Seckenheim zählende Rheinau und der Rest von Sandhofen. Scharhof war 1899 zu Sandhofen und mit diesem ebenfalls zu Mannheim gekommen. Nach dieser ersten Welle von Eingemeindungen setzte sich der Amtsbezirk noch aus sieben Gemeinden und zwei abgesonderten Gemarkung zusammen.
1913 hatte das Bezirksamt 225.490 Einwohner, davon 115.334 evangelisch, 97.439 Katholiken, 1.167 altkatholisch, 1.080 übrige Christen, 6.627 Juden und 3.843 sonstige. Sie verteilten sich auf diese Gemeinden:
- Mannheim 206.049
- Ilvesheim 1.985
- Ladenburg 4.335
- Neckarhausen 1.955
- Schriesheim 3.383
- Seckenheim 5.750
- Wallstadt 1.910

Als abgesonderte Gemarkungen mit eigener polizeilicher Verwaltung:
- Kirschgartshausen 46
- Sandtorf 77

### 1939
1924 kamen vom Bezirksamt Schwetzingen 10 Gemeinden hinzu: Brühl, Edingen Friedrichsfeld, Hockenheim, Ketsch, Neulußheim, Oftersheim, Plankstadt, Reilingen und Schwetzingen. Einige Jahre später kam es zu einer zweiten Welle von Eingemeindungen nach Mannheim. Dies betraf zunächst 1929 Wallstadt, dann 1930 Friedrichsfeld, Kirschgartshausen, Sandtorf und das vom Bezirk Weinheim übernommene Straßenheim.
Bei der Auflösung des Bezirksamts Weinheim 1936 wurden Mannheim die 13 Gemeinden Großsachsen, Heddesheim, Hemsbach, Hohensachsen, Laudenbach, Leutershausen, Lützelsachsen, Oberflockenbach, Rippenweier, Ritschweier, Sulzbach, Ursenbach  und Weinheim zugewiesen. Zum Zeitpunkt der Aufteilung auf Stadt- und Landkreis Mannheim 1939 umfasste das Gebiet des Bezirksamts somit neben Mannheim 27 weitere Städte und Gemeinden:
- Mannheim 280.365 Einwohner
- Altlußheim 2.613 Einwohner
- Brühl 5.112 Einwohner
- Edingen 3.544 Einwohner
- Großsachsen 1.281 Einwohner
- Heddesheim 4.241 Einwohner
- Hemsbach 3.041 Einwohner
- Hockenheim 10.000 Einwohner
- Hohensachsen 940 Einwohner
- Ilvesheim 3.200 Einwohner
- Ketsch 3.969 Einwohner
- Ladenburg 5.226 Einwohner
- Laudenbach 2.012 Einwohner
- Leutershausen 2.167 Einwohner
- Lützelsachsen 1.600 Einwohner
- Neckarhausen 2.330 Einwohner
- Neulußheim 2.961 Einwohner
- Oberflockenbach 621 Einwohner
- Oftersheim 4.073 Einwohner
- Plankstadt 5.802 Einwohner
- Reilingen 3.104 Einwohner
- Rippenweier 440 Einwohner
- Ritschweier 58 Einwohner
- Schriesheim 4.284 Einwohner
- Schwetzingen 10.347 Einwohner
- Sulzbach 1.165 Einwohner
- Ursenbach 116 Einwohner
- Weinheim 18.561 Einwohner

### Gemeindefreie Gebiete
Mit dem Amtsbezirk Schwetzingen kamen 1924 mit Biblis, Rheinwald und der Schwetzinger Hardt auch drei gemeindefreie Gebiete zu Mannheim. Sie wurden alle um 1930 aufgelöst. Durch die Zuweisung von Flächen der Schwetzinger Hardt an Sandhausen, St. Ilgen (beide Bezirksamt Heidelberg) und Walldorf (Bezirksamt Wiesloch) verringerte sich die Fläche des Amtsbezirks Mannheim geringfügig. Ausgeglichen wurde dies durch Zugewinne für Oftersheim aus der Aufteilung von Bruchhausen (Bezirksamt Heidelberg) sowie für Reilingen und Altlußheim aus der Aufteilung der Unteren Lußhardt (Bezirksamt Bruchsal).

## Leiter der Verwaltung
Die Leitung der Verwaltung, als Amtmann oder Oberamtmann und später Landrat, hatten inne:
- 1864–1872: Leopold von Stengel
- 1872–1877: Franz Sales Hebting
- 1877–1883: Eduard Engelhorn
- 1883–1886: Karl Siegel
- 1887–1891: Richard Bensinger
- 1891–1896: Rudolf Rüdt von Collenberg-Eberstadt
- 1896–1900: Alexander Pfisterer
- 1900–1908: Edmund Lang
- 1908–1913: Konrad Clemm
- 1914–1920: Wilhelm Lukas Strauss
- 1920–1924: Karl Steiner
- 1924–1933: Julius Guth-Bender
- 1933–1939: Ludwig Vesenbeckh